# أرتور رودريغيز فرنانديز
أرتور رودريغيز فرنانديز هو ناقد سينمائي دومينيكاني، ولد في 1948، وتوفي في 16 أبريل 2010.